# Jacinto Rigoberto

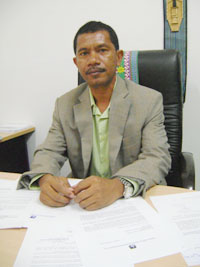
Jacinto Rigoberto (2012)

Jacinto Rigoberto Gomes de Deus (* 6. März 1965 in Portugiesisch-Timor) ist ein Politiker aus Osttimor. Er ist Mitglied der Partei Congresso Nacional da Reconstrução Timorense (CNRT).

## Werdegang
Noch in der portugiesischen Kolonialzeit kam Rigoberto an die Technische Schule in Dili, wechselte 1976 aber auf eine Grundschule in Atsabe, die er 1981 beendete. Rigoberto kam an die Sekundärschule des Priesterseminars Peter und Paul (Dili) und wechselte 1986 auf die Sekundärschule in Becora (Dili). Von 1989 bis 1992 studierte er schließlich Betriebswirtschaftslehre an der Udayana-Universität auf Bali. In seiner Studienzeit war Rigoberto aktiv im Resistência Nacional dos Estudantes de Timor-Leste RENETIL (Nationaler Widerstand der Studenten aus Timor-Leste).
Von 1993 bis 1998 nahm Rigoberto an einem Büromanagementprogramm der australischen Regierung teil. Hierfür arbeitete er in Indonesien und Thailand. Im April 1999 arbeitete er für Flüchtlinge in Suai. Ab Mai 1999 war Rigoberto an der Botschaft Australiens in Jakarta tätig. Von 2007 bis 2012 war er Staatssekretär für Sozialhilfe und Naturkatastrophen in der IV. Regierung Osttimors. Von 2012 bis 2015 war Rigoberto Vizeminister für Soziale Solidarität. 2015 wurde er von Miguel Manetelu abgelöst.

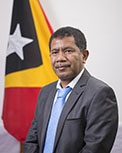
Jacinto Rigoberto Gomes de Deus

2017 wurde Rigoberto auf dem Parteikongress zu einem der stellvertretenden Generalsekretäre des CNRT gewählt. Bei den Parlamentswahlen am 22. Juli 2017 wurde Rigoberto auf Listenplatz 7 des CNRT in das Nationalparlament Osttimors als Abgeordneter gewählt. Dort war er Vizevorsitzender der Kommission für Wirtschaft und Entwicklung  (Kommission D). Nach der Auflösung des Parlaments trat Rigoberto bei den Neuwahlen am 12. Mai 2018 auf Listenplatz 8 der Aliança para Mudança e Progresso (AMP) an, zu der auch der CNRT gehört, und zog erneut in das Parlament ein. Da Rigoberto für das Amt des Vizeministers für Handel, Industrie, Tourismus und Umwelt in der VIII. konstitutionellen Regierung Osttimors vorgesehen war, verzichtete er auf seinen Parlamentssitz. Dann verweigerte ihm aber Präsident Francisco Guterres die Ernennung. Gegen Rigoberto war 2017 ein Verfahren wegen illegaler Parteienfinanzierung aufgrund von Verjährung eingestellt worden.
Bei den Parlamentswahlen 2023 trat Rigoberto nicht an. Dafür wurde er am 1. Juli 2023 zum Vizeminister für Staatsadministration der IX. Regierung Osttimors vereidigt.